# 苏姆早熟禾
苏姆早熟禾（学名：Poa shumushuensis）为禾本科早熟禾属下的一个种。